# Priskos
Priskos také Priskos z Pania či Priskos z Thrákie řecky Πρίσκος (410/420 - po roce 472) byl byzantský historik, rétorik a diplomat z 5. století. Bývá řazen k sofistům.
Narodil se mezi lety 410 až 420. Je autorem monumentálního osmidílného díla Historie Byzance (Βυζαντινή Ιστορία), psaného řecky, popisující podrobně období od roku 433 až do roku 474. Z tohoto díla se dochovaly jen zlomky, zejména v Jordanově díle De origine actibusque Getarum (Getica).
Za vlády Theodosia II. se účastnil byzantinské vyslanecké mise, vedené Maximinem, na dvůr hunského vládce Attily. Tato mise započala okolo roku 449. Popis této mise je jedním z fragmentů jeho díla, který se dochoval.
Během panování Marciana (450–457) se rovněž zúčastnil diplomatických misí v provinciích Arabia Petraea a Aegyptus. Zemřel po roce 472. 